# Magescq
 Magescq  es una población y comuna francesa, situada en la región de Aquitania, departamento de Landas, en el distrito de Dax y cantón de Soustons.

## Demografía
| 1110 | 1109 | 1111 | 1149 | 1218 | 1378 |
| Para los censos de 1962 a 1999 la población legal corresponde a la población sin duplicidades (Fuente: INSEE [Consultar]) |      |      |      |      |      |